# گلادیاتریکس

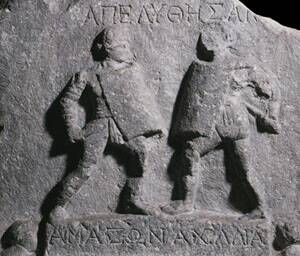
نقش برجسته دو جنگجو یافته شده در هالیکارناس. نام آن‌ها نشان می‌دهند که ایشان زن بوده‌اند.

گلادیاتریکس (انگلیسی: Gladiatrix) (به صورت جمع gladiatrices) نامی است که بر زنان گلادیاتور در روم باستان نهاده می‌شد. این زنان به مانند مردان گلادیاتور در جشن‌های رومیان جهت سرگرمی مردم با یکدیگر یا با حیوانات وحشی می‌جنگیدند. این زنان از تجهیزاتی مانند مردان استفاده می‌کردند اما تعداد آنان بسیار اندک بود و از نظر مخاطبان امری استثنایی و عجیب دانسته می‌شد. وجود این زنان در آثار مکتوب بسیار محدود و چند کتیبه ذکر شده‌است. به نظر می‌رسد ایشان برای نخستین بار در سال‌های انتهایی جمهوری و آغازین امپراتوری روم به وجود آمدند تا آنکه در سال ۲۰۰ میلادی نامناسب تشخیص داده شده و استفاده از گلادیاتریکس‌ها ممنوع شد.

## تاریخچه
نام زنان گلادیاتور در تاریخ‌های رومی به شدت اندک است و هرگاه صحبت از ایشان می‌شود «نشان شگفت‌انگیزی از منظر هرزگساری حقیقی بودند». در سال ۶۶ پس از میلاد نرون برای آنکه تیرداد یکم ارمنستان را تحت تأثیر قرار دهد گلادیاتورهای مرد و زن و کودک را به میدان آورد. گویا رومیان ایده گلادیاتورهای زن را بسیار بدیع و سرگرم‌کننده یا به‌غایت مضحک یافته بودند. جوونال با خوانندگانش از زنی به نام «موویا» صحبت می‌کند که شکارچی جانوران بود و در میدان «با نیزه‌ای در دست و پستان‌های عریان» گراز شکار می‌کرد و پترونیوس ادعاهای یک میدان‌دار گلادیاتورها که صحبت از جنگ زنان ارابه‌سوار می‌کرد را به سخره می‌گیرد. اسناد زمان دومیتیان در سال ۸۹ پس از میلاد هم صحبت از رزم میان زنان گلادیاتور می‌کنند که ایشان را «آمازون» می‌خواندند. .

## آموزش‌ها و نمایش‌ها

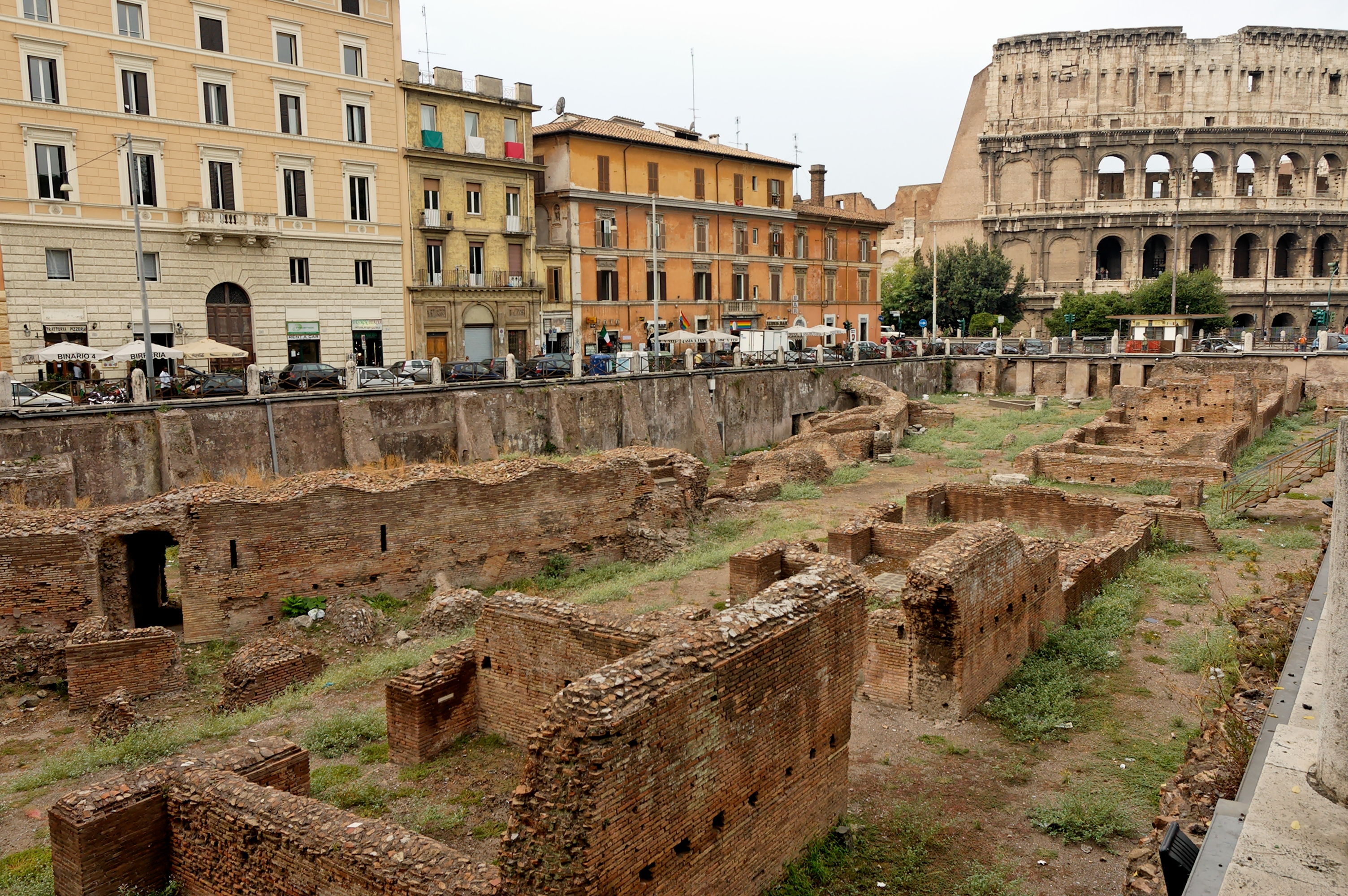
لودوس مگنوس بزرگترین مدرسه آموزش گلادیاتوری در روم

اسنادی از حضور یا آموزش گلادیاتورهای زن در هیچ یک از مدارس گلادیاتوری وجود ندارد. احتمال داده می‌شود که آن‌ها توسط مربیان شخصی در Collegia Iuvenum که جایی برای آموزش مهارت‌های مردانه (هنرهای رزمی) به پسران بالا ۱۴ سال بود آموزش می‌دیدند.  در این مورد سه کتیبه احتمالی از ریتی، نومیدیا و فیکولیا وجود دارد که در آن‌ها نام زنانی که در Collegia Iuvenum بودند آمده است . اما محققان جدید معتقد هستند این اسامی احتمالا نام خدمتکاران و بردگان زن Collegia Iuvenum  بوده است و لزوما نمی‌تواند نشان از آموزش گلادیاتورهای زن بدهد.  به هر صورت باید گفت که آموزش‌ گلادیاتورهای زن به هر نحوی که صورت می‌گرفته است احتمالا تفاوت زیادی با مردان نداشته است  و شاید تنها کمی سبک‌تر بوده باشد. 
از آنجایی که گلادیاتورهای مرد را به مصاف جنگجویانی در سطح و اندازه خودشان می‌فرستاده‌اند احتمالا همین مساله در مورد مبارزات زنان هم رعایت میشده است.  سنگ مرمر یادبودی که از هالیکارناس کشف شده است دو فرد که احتمالا گلادیاتور هستند مجهز به ساق‌زره، زره بازو، خنجر، سپر و ... مشغول به رزم هستند.  اگرچه مرد یا زن بودن این دو فرد قابل شناسایی نیست اما نام‌هایشان آمازونیا و آشیلیا ثبت شده، آمازونیا اشاره به قوم افسانه‌ای زنان جنگجو آمازون‌ها دارد و آشیلیا هم مونث شده جنگجو افسانه‌ای آشیل است.  

## در هنر رنسانس
در میان نقاشی‌هایی که فلیپه چهارم از ایتالیا برای کاخ بوئن رتیرو در مادرید سفارش داد تعدادی نقاشی با موضوع سیرک‌های رومی وجود دارد که در بعضی از آن‌ها رزم میان دو گلادیاتور زن به نمایش درآمده است.

## انگاره‌های متاخر
- در رمان یقه آهنی سال ۱۸۴۸ (بخشی از کتاب عجایب مردم) اثر اوژن سو دو گلادیاتور زن به نام‌های سیمورا و فائوستینا برای مرگ در آمفی‌تئاتر گالیک می‌جنگند.
- در فیلم علامت صلیب اثر سیسیل بی. دمیل در سال ۱۹۳۲ زنان با کوتوله‌هایی که نشانگر پیگمه‌ها هستند می‌جنگند.[۱۷]
- در فیلم گلادیاتور کمانداران و ارابه‌سواران زن را در نبرد زاما می‌بینیم.[۱۸]